# Sebastián I. Portugalský
Sebastián I. (portugalsky Dom Sebastião I. „O Desejado“; 20. ledna 1554 Lisabon, Portugalsko – 4. srpna 1578 Ksár-el-Kebír, Maroko) byl 16. portugalský král panující v letech 1557 až 1578. Byl vnukem předchozího krále Jana III.

## Biografie
Sebastián se narodil jako pohrobek infanta Juana Manuela, syna krále Jana III., a jeho manželky, arcivévodkyně Jany Španělské, španělské infantky. Jako takový byl po matce vnukem Karla I. Španělského (císař Karel V.) a po otci pravnukem Manuela I.

### Dětství

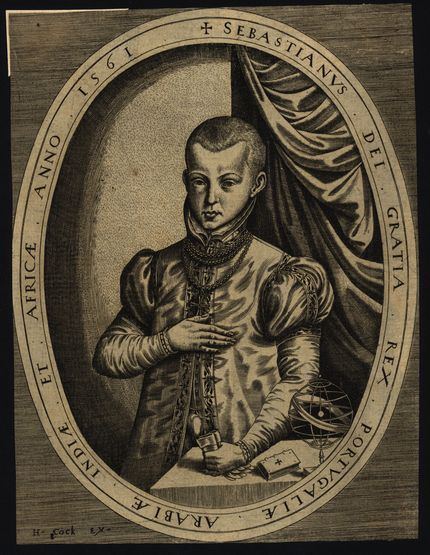
Litografie Sebastiána II. jako dítěte.

Sebastián se stal dědicem trůnu již dva týdny před svým narozením dnem, kdy zemřel jeho otec (2. ledna 1554). K jeho nástupu na trůn došlo o tři roky později, když 11. června 1557 zemřel jeho děd Jan III. Portugalský. Protože však byl Sebastián ještě dítě, vládli jeho jménem jako regenti nejprve jeho babička z otcovy strany, manželka Jana III. Kateřina Habsburská, a později jeho prastrýc, mladší bratr Jana III. Jindřich I. Portugalský. Během tohoto období pokračovala koloniální expanze (Angola, Mosambik a Malakka; došlo rovněž k anexi Macaa v roce 1557).
Sebastiánův otec zemřel dva a půl týdne před chlapcovým narozením a několik měsíců nato, když byl Sebastián ještě nemluvně, jeho matka Jana Habsburská opustila lisabonský dvůr a vrátila se do Kastilie, kde byl králem její bratr Filip II. Španělský. Nechala dítě v péči své tchyně, královny regentky, a nikdy se již nevrátila, aniž by ho ještě kdy viděla; dopisovali si však až do smrti princezny Jany. Malý princ tedy vyrůstal bez rodičů, v ovzduší ostrých konfliktů mezi babičkou, královnou regentkou, a strýcem, kardinálem Jindřichem.
Sebastián byl neduživé dítě, výsledek opakovaných manželství mezi členy jedné rodiny. Situaci nejlépe ilustruje fakt, že měl pouze čtyři praprarodiče (normální počet je osm), z nichž tři byli potomky krále Jana I. Portugalského .

### Panování
Sebastián vstoupil na trůn ve svých čtrnácti letech – kvůli němu byl snížen věkový práh dospělosti pro tento akt. Mladý král vyrůstal pod vedením a vlivem jezuitů. Byl mystikem, na druhé straně věnoval mnoho času lovu. Za své vlády neprováděl žádné reformy, správa věci veřejných země ho nezajímala, chtěl toliko válčit s Maury.
Správu země do svých rukou převzali jezuité. Sebastián zemi zatížil velkými půjčkami, o prostředky žádal rovněž klér. V roce 1570 rezignoval na státní monopol ohledně indického obchodu, což znamenalo značný výpadek státních příjmů, bohatnout začali jednotlivci.
Za svého mládí se nikdy nezajímal o ženy, ani neprojevoval náznaky přání uzavřít manželství. Někteří biografové předpokládají chorobu jeho sexuálních orgánů, jež způsobila impotenci a neplodnost a jež se stupňovala s fyzickou námahou a mírnila při odpočinku a jež byla nevyléčitelná. Jeho babička Kateřina Habsburská se pokoušela, arci bez výsledku, přivést ho do manželského svazku se španělskou princeznou Isabelou Klárou Evženií, Sebastián však na její plány nikdy nepřistoupil.

### Boj proti muslimům
Sebastián byl přesvědčen, že má významnou úlohu velkého velitele Kristova na slavné křížové výpravě proti expanzi moci Arabů na sever Afriky. Během posledních let vlády Jana III. se totiž portugalské jednotky stáhly ze svých pevností v Maroku, což umožnilo expanzi muslimského impéria a posléze otevřelo druhou fázi nekonečného konfliktu mezi muslimy a křesťany.
Záhy po dosažení plnoletosti, v roce 1574, nepomysliv na to, že nemá děti a dědice, uskutečnil první výpravu do Afriky Maroka; trvala tři měsíce s skončila neúspěchem.

Portrét krále Sebastiána (Cristóvão de Morais, 1565).

### Smrt u Alcácer-Quibiru
V roce 1578 rozvinul plány na novou velkou křížovou výpravu proti marockému Fèsu. Disponoval početným (kolem 17 000 mužů), ale málo disciplinovaným vojskem. Jeho strýc Filip II. Španělský aktivní účast na této iniciativě odmítl, třebaže svému synovci vyslal nevelkou vojenskou podporu (cca 250 mužů), a odložil bezprostřední realizaci manželství mezi Sebastiánem a svou dcerou.
Portugalské vojsko, složené většinou z cizozemských žoldnéřů a z velké části portugalské šlechty, vstoupilo do Maroka přes Asilu, kde je čekali jeho spojenci. Oslyšev rady jak svého strýce Filipa II., tak svých vlastních velitelů, zahájil Sebastián pochod k nepřátelským liniím, s nimiž se 4. srpna střetl v „bitvě tří králů“ u Alcácer-Quibiru (Alcazarquiviru, Ksár-el-Kebíru). Byla to nejtragičtější bitva v historii Portugalska. Vojska saadského sultána Mulaje Abd al-Malika byla dvakrát tak početná, takže Portugalci neměli žádnou šanci. Portugalské vojsko bylo zmasakrováno, velké množství dalších padlých mělo na svědomí horko, v němž musela pochodovat pěchota ve svých pancířích v plném africkém slunci.
Král Sebastián v bitvě zahynul a velká část portugalské šlechty padla do zajetí. Za jejich životy bylo požadováno velké výkupné, které prakticky zlikvidovalo portugalskou pokladnu. Válka pohltila polovinu ročního důchodu království.
Mrtvola krále byla odvezena z bitevního pole a pohřbena nejprve v Ksár-el-Kebíru; v prosinci téhož roku byla přepravena do Ceuty, kde zůstala do roku 1580, kdy byla konečně převezena a definitivně uložena v místě posledního odpočinku portugalských králů v klášteře svatého Jeronýma v Belému u Lisabonu.

## Legenda
V noci po bitvě skupina přeživších portugalských vojáků dorazila do Asily, kde hledala útočiště. Aby dosáhli vstupu do města, předstírali, že Sebastián přišel s nimi. To zřejmě způsobilo, že mezi lidmi se rozšířila pověst, že král je stále živ.
Sebastián vstoupil do legend jako vlastenec, „spící král“, který se vrátí pomoci Portugalsku v jeho nejtěžších časech; tak vzniklo mystické hnutí zvané sebastianismus (s určitou podobou s anglickou legendou o králi Artušovi nebo s německou o Fridrichu Barbarossovi). Podle legendy se jeho tělo na místě bitvy nenašlo a tak v době španělské nadvlády nad Portugalskem v letech 1580–1640 se čtyři pretendenti vydávali za krále Sebastiána; poslední z nich, ve skutečnosti Ital, byl v roce 1619 oběšen.

## Vývod z předků
|                          |                        |  |                         |                          |  |  |  |  |  |  |  | Ferdinand Portugalský |
|                          |                        |  |                         |                          |  |  |  |  |  |  |  |                       |
|                          | Manuel I. Portugalský  |  |                         |                          |  |  |  |  |  |  |  |                       |
|                          |                        |  |                         |                          |  |  |  |  |  |  |  |                       |
|                          |                        |  |                         | Beatrix Portugalská      |  |  |  |  |  |  |  |                       |
|                          |                        |  |                         |                          |  |  |  |  |  |  |  |                       |
|                          | Jan III. Portugalský   |  |                         |                          |  |  |  |  |  |  |  |                       |
|                          |                        |  |                         |                          |  |  |  |  |  |  |  |                       |
|                          |                        |  |                         | Ferdinand II. Aragonský  |  |  |  |  |  |  |  |                       |
|                          |                        |  |                         |                          |  |  |  |  |  |  |  |                       |
|                          | Marie Aragonská        |  |                         |                          |  |  |  |  |  |  |  |                       |
|                          |                        |  |                         |                          |  |  |  |  |  |  |  |                       |
|                          |                        |  |                         | Isabela Kastilská        |  |  |  |  |  |  |  |                       |
|                          |                        |  |                         |                          |  |  |  |  |  |  |  |                       |
|                          | Jan Manuel Portugalský |  |                         |                          |  |  |  |  |  |  |  |                       |
|                          |                        |  |                         |                          |  |  |  |  |  |  |  |                       |
|                          |                        |  |                         | Maximilián I. Habsburský |  |  |  |  |  |  |  |                       |
|                          |                        |  |                         |                          |  |  |  |  |  |  |  |                       |
|                          | Filip I. Kastilský     |  |                         |                          |  |  |  |  |  |  |  |                       |
|                          |                        |  |                         |                          |  |  |  |  |  |  |  |                       |
|                          |                        |  |                         | Marie Burgundská         |  |  |  |  |  |  |  |                       |
|                          |                        |  |                         |                          |  |  |  |  |  |  |  |                       |
|                          | Kateřina Habsburská    |  |                         |                          |  |  |  |  |  |  |  |                       |
|                          |                        |  |                         |                          |  |  |  |  |  |  |  |                       |
|                          |                        |  |                         | Ferdinand II. Aragonský  |  |  |  |  |  |  |  |                       |
|                          |                        |  |                         |                          |  |  |  |  |  |  |  |                       |
|                          | Jana I. Kastilská      |  |                         |                          |  |  |  |  |  |  |  |                       |
|                          |                        |  |                         |                          |  |  |  |  |  |  |  |                       |
|                          |                        |  |                         | Isabela Kastilská        |  |  |  |  |  |  |  |                       |
|                          |                        |  |                         |                          |  |  |  |  |  |  |  |                       |
| Sebastián I. Portugalský |                        |  |                         |                          |  |  |  |  |  |  |  |                       |
|                          |                        |  |                         |                          |  |  |  |  |  |  |  |                       |
|                          |                        |  | Maxmilián I. Habsburský |                          |  |  |  |  |  |  |  |                       |
|                          |                        |  |                         |                          |  |  |  |  |  |  |  |                       |
|                          | Filip I. Kastilský     |  |                         |                          |  |  |  |  |  |  |  |                       |
|                          |                        |  |                         |                          |  |  |  |  |  |  |  |                       |
|                          |                        |  |                         | Marie Burgundská         |  |  |  |  |  |  |  |                       |
|                          |                        |  |                         |                          |  |  |  |  |  |  |  |                       |
|                          | Karel V.               |  |                         |                          |  |  |  |  |  |  |  |                       |
|                          |                        |  |                         |                          |  |  |  |  |  |  |  |                       |
|                          |                        |  |                         | Ferdinand II. Aragonský  |  |  |  |  |  |  |  |                       |
|                          |                        |  |                         |                          |  |  |  |  |  |  |  |                       |
|                          | Jana I. Kastilská      |  |                         |                          |  |  |  |  |  |  |  |                       |
|                          |                        |  |                         |                          |  |  |  |  |  |  |  |                       |
|                          |                        |  |                         | Isabela I. Kastilská     |  |  |  |  |  |  |  |                       |
|                          |                        |  |                         |                          |  |  |  |  |  |  |  |                       |
|                          | Jana Španělská         |  |                         |                          |  |  |  |  |  |  |  |                       |
|                          |                        |  |                         |                          |  |  |  |  |  |  |  |                       |
|                          |                        |  |                         | Ferdinand Portugalský    |  |  |  |  |  |  |  |                       |
|                          |                        |  |                         |                          |  |  |  |  |  |  |  |                       |
|                          | Manuel I. Portugalský  |  |                         |                          |  |  |  |  |  |  |  |                       |
|                          |                        |  |                         |                          |  |  |  |  |  |  |  |                       |
|                          |                        |  |                         | Beatrix Portugalská      |  |  |  |  |  |  |  |                       |
|                          |                        |  |                         |                          |  |  |  |  |  |  |  |                       |
|                          | Isabela Portugalská    |  |                         |                          |  |  |  |  |  |  |  |                       |
|                          |                        |  |                         |                          |  |  |  |  |  |  |  |                       |
|                          |                        |  |                         | Ferdinand II. Aragonský  |  |  |  |  |  |  |  |                       |
|                          |                        |  |                         |                          |  |  |  |  |  |  |  |                       |
|                          | Marie Aragonská        |  |                         |                          |  |  |  |  |  |  |  |                       |
|                          |                        |  |                         |                          |  |  |  |  |  |  |  |                       |
|                          |                        |  |                         | Isabela I. Kastilská     |  |  |  |  |  |  |  |                       |
|                          |                        |  |                         |                          |  |  |  |  |  |  |  |                       |

| Předchůdce: Jan III. | Znak z doby nástupu | Portugalský král 1557–1578 | Znak z doby konce vlády | Nástupce: Jindřich I. |